# オルソレトロウイルス亜科
オルソレトロウイルス科（Orthoretrovirinae ）はレトロウイルス科に属するウイルスの亜科であり、逆転写により宿主細胞内で複製するエンベロープウイルスである。この亜科には現在6属あり、そのうちレンチウイルス属にはヒト免疫不全ウイルス（HIV）が含まれている。これらのウイルスは、ヒト、その他の哺乳類、鳥類に様々な腫瘍、悪性腫瘍、免疫不全症を引き起こす。サル免疫不全ウイルス（SIV）のように自然宿主では病気を引き起こさないものもある。